# Jinotega
Jinotega é um município e uma cidade da República da Nicarágua, chefe do departamento de Jinotega localizado no norte do país. É conhecido como "Las Brumas" devido às suas características naturais. Foi fundada em 1606 com o nome de San Juan de Jinotega. Tem 880 km² de área e sua população em 2020 foi estimada em 141.349 habitantes.